# 사보이아의 마리아 안나
사보이아의 마리아 안나(이탈리아어: Maria Anna di Savoia, 독일어: Maria Anna von Savoyen 마리아 아나 폰 사보이엔[*], 1803년 9월 19일 ~ 1884년 3월 4일)는 페르디난트 1세의 배우자로서, 오스트리아 황후, 헝가리 왕비, 보헤미아 왕비였다.
아버지는 사르데냐 왕국의 비토리오 에마누엘레 1세 국왕이었으며, 어머니는 오스트리아에스테 가문의 마리아 테레사 다우스트리아에스테였다. 1831년 페르디난트와 결혼했지만 평생 자식이 없었다.
| 전임 바이에른의 카롤리네 아우구스타 | 오스트리아 황후 헝가리 왕비 보헤미아 왕비 1835년 3월 2일~1848년 12월 2일 | 후임 바이에른의 엘리자베트 |